# Annona campestris
Annona campestris är en kirimojaväxtart som beskrevs av Robert Elias Fries. Annona campestris ingår i släktet annonor, och familjen kirimojaväxter. Inga underarter finns listade i Catalogue of Life.